# متحف القصر الوطني
متحف القصر الوطني (الصينية التقليدية:国立 故宫 博物院؛ الصينية المبسطة:国立 故宫 博物院، بينيين: Guólì Gùgōng Bówùyuàn) هو متحف للآثار في شيلين، تايبيه، تايوان. وهو واحد من المتاحف الوطنية لجمهورية الصين، ويضم مجموعة دائمة من أكثر من 696،000 قطعة من التحف والأعمال الفنية الصينية القديمة، مما يجعله واحد من أكبر المتاحف في العالم. ومتقنيات التحف تشمل أكثر من 8،000 سنة من التاريخ الصيني من العصر الحجري الحديث إلى أواخر عهد أسرة تشينغ. معظم المتقنيات عالية الجودة وتم جمعها من قبل أباطرة الصين القديمة.

## المقتنيات
| الفئة                                                                                     | العدد   |
| ----------------------------------------------------------------------------------------- | ------- |
| برونزيات                                                                                  | 6,224   |
| خزفيات                                                                                    | 25,551  |
| يشبs                                                                                      | 13,478  |
| أواني اللكs                                                                               | 766     |
| Enamel wares                                                                              | 2,520   |
| فن النحتs                                                                                 | 663     |
| Studio implements ‏                                                                        | 2,379   |
| عملة معدنيةs                                                                              | 6,953   |
| Miscellaneous objects (religious implements, costumes and accessories, and snuff bottles) | 12,979  |
| نسيجs                                                                                     | 1,536   |
| تصويرs                                                                                    | 6,538   |
| فن الخط بالأحرف الصينية                                                                   | 3,654   |
| Calligraphic model books                                                                  | 490     |
| Tapestries and تطريز                                                                      | 308     |
| مروحة يدوية                                                                               | 1,880   |
| Rare books                                                                                | 211,195 |
| Qing archival documents                                                                   | 386,862 |
| Documents in Manchu, منغوليا, and Tibetan                                                 | 11,501  |
| Rubbings                                                                                  | 896     |
| Total                                                                                     | 696,373 |

## معرض صور

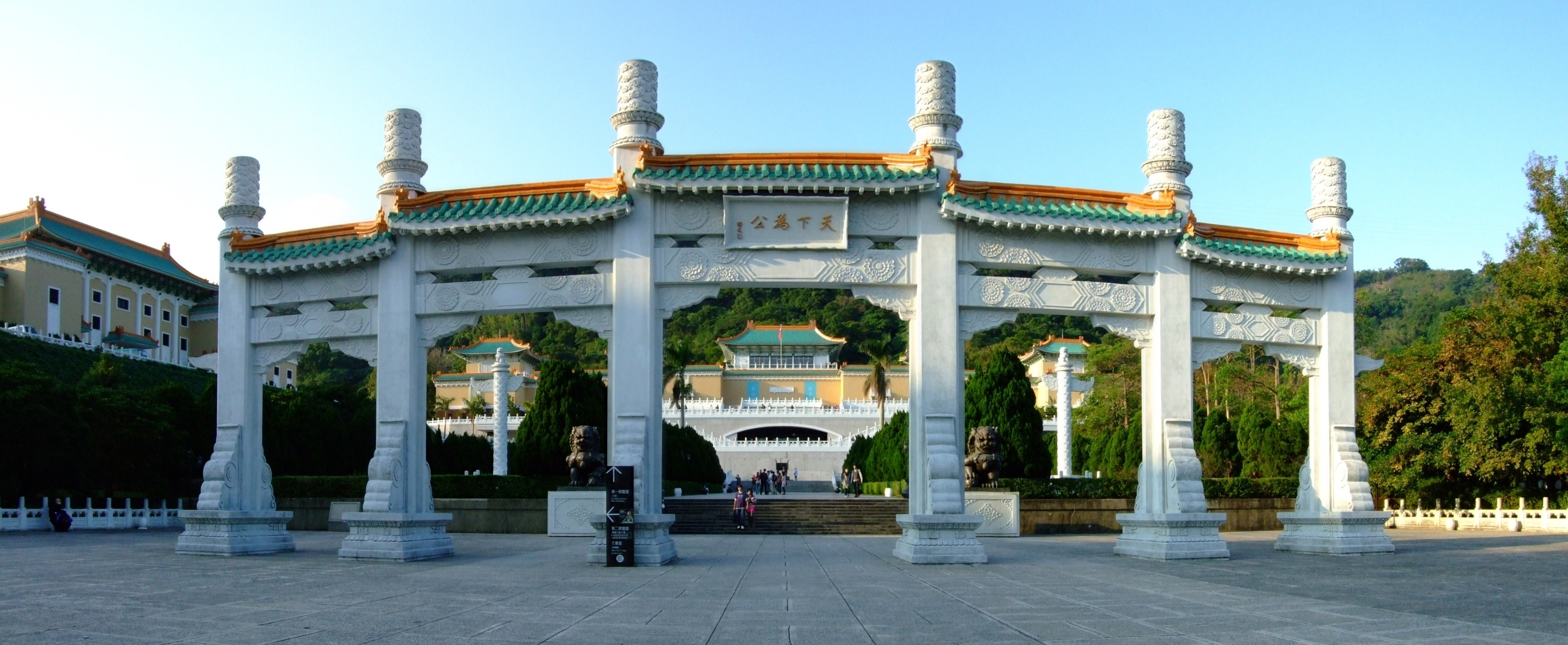
بوابة البايفنغ الخاصة بمتحف القصر الوطني.
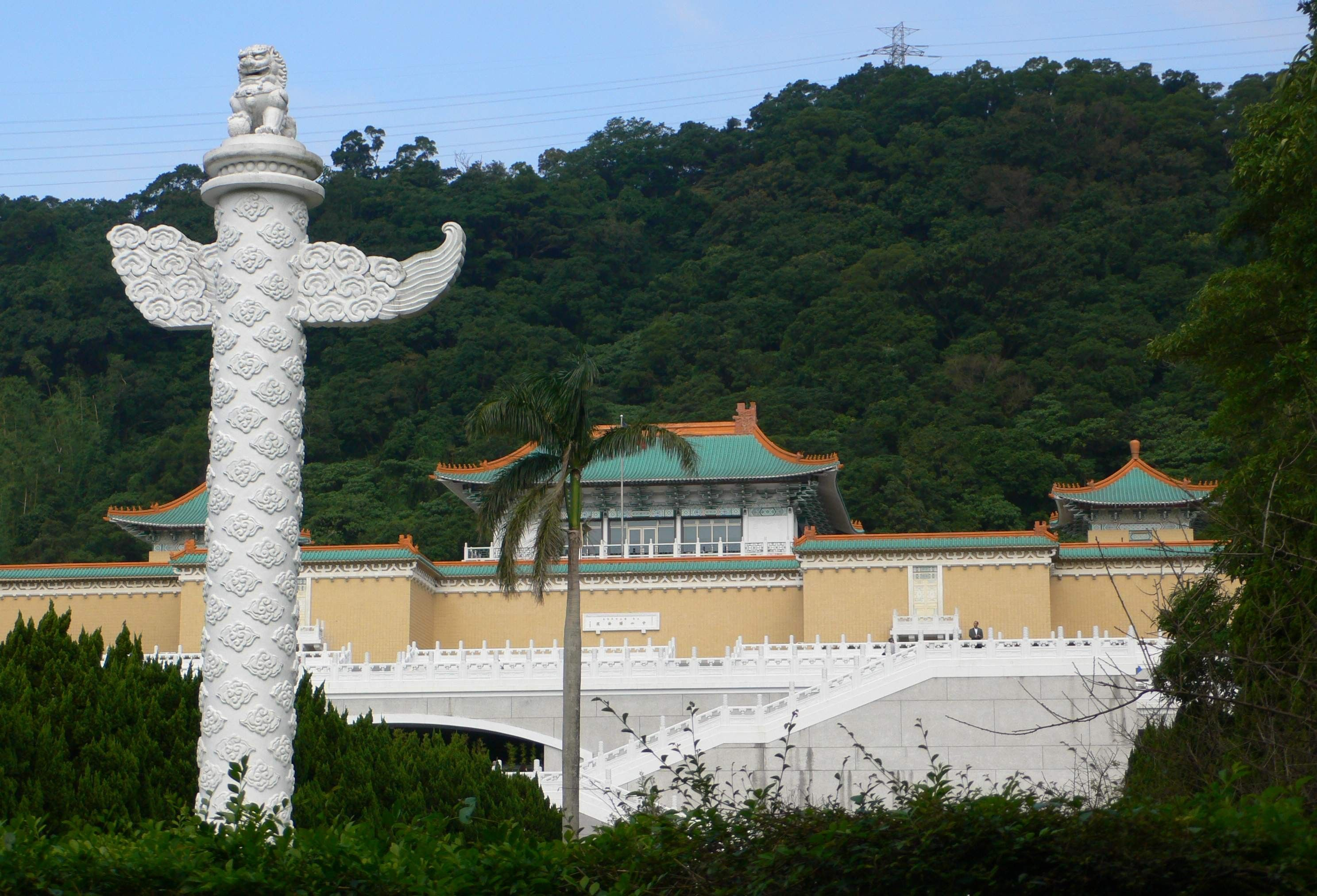
عمود هيوبايو أمام المتحف.
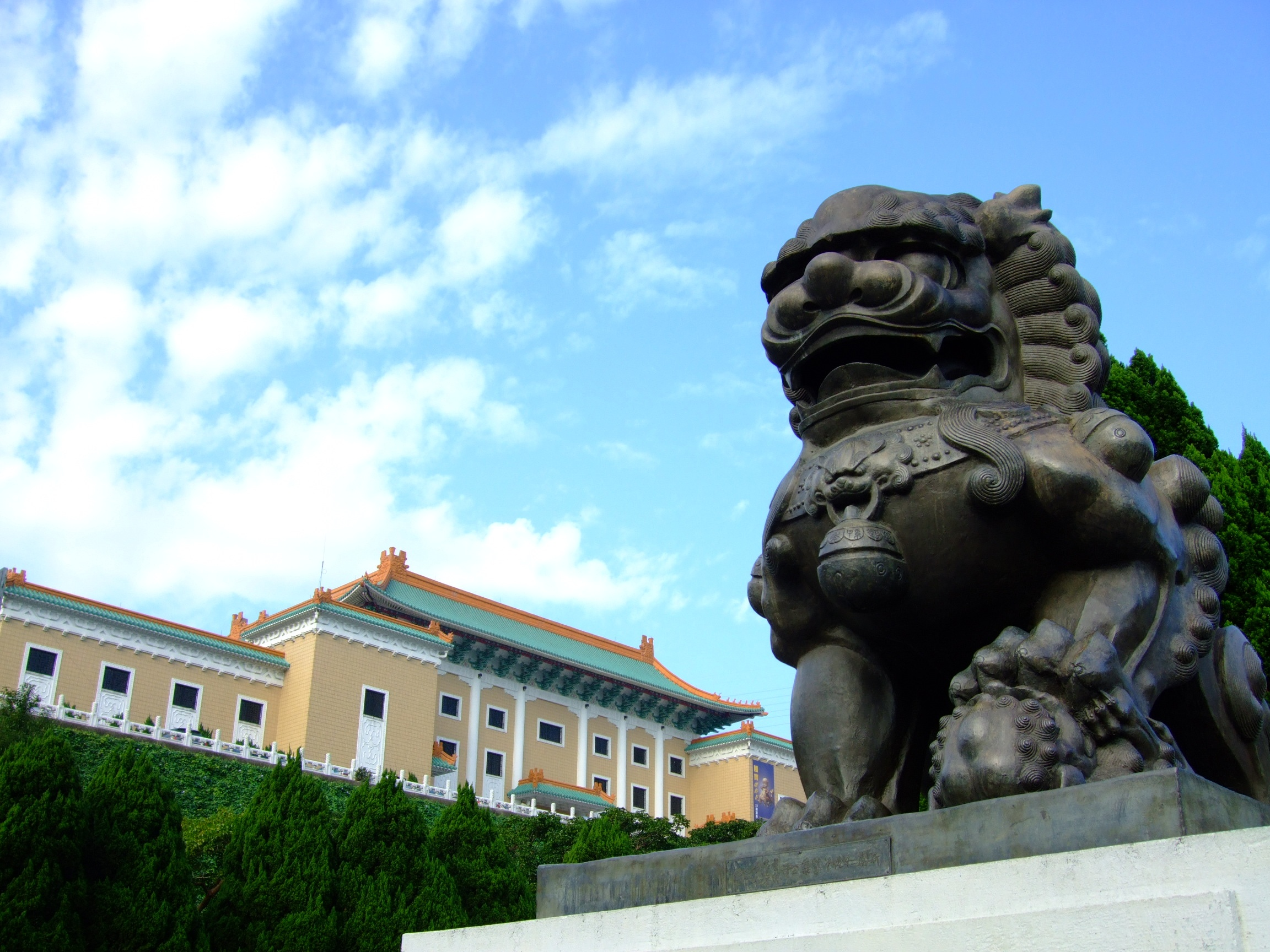
الأسود الصينية الحارسة أمام المتحف..
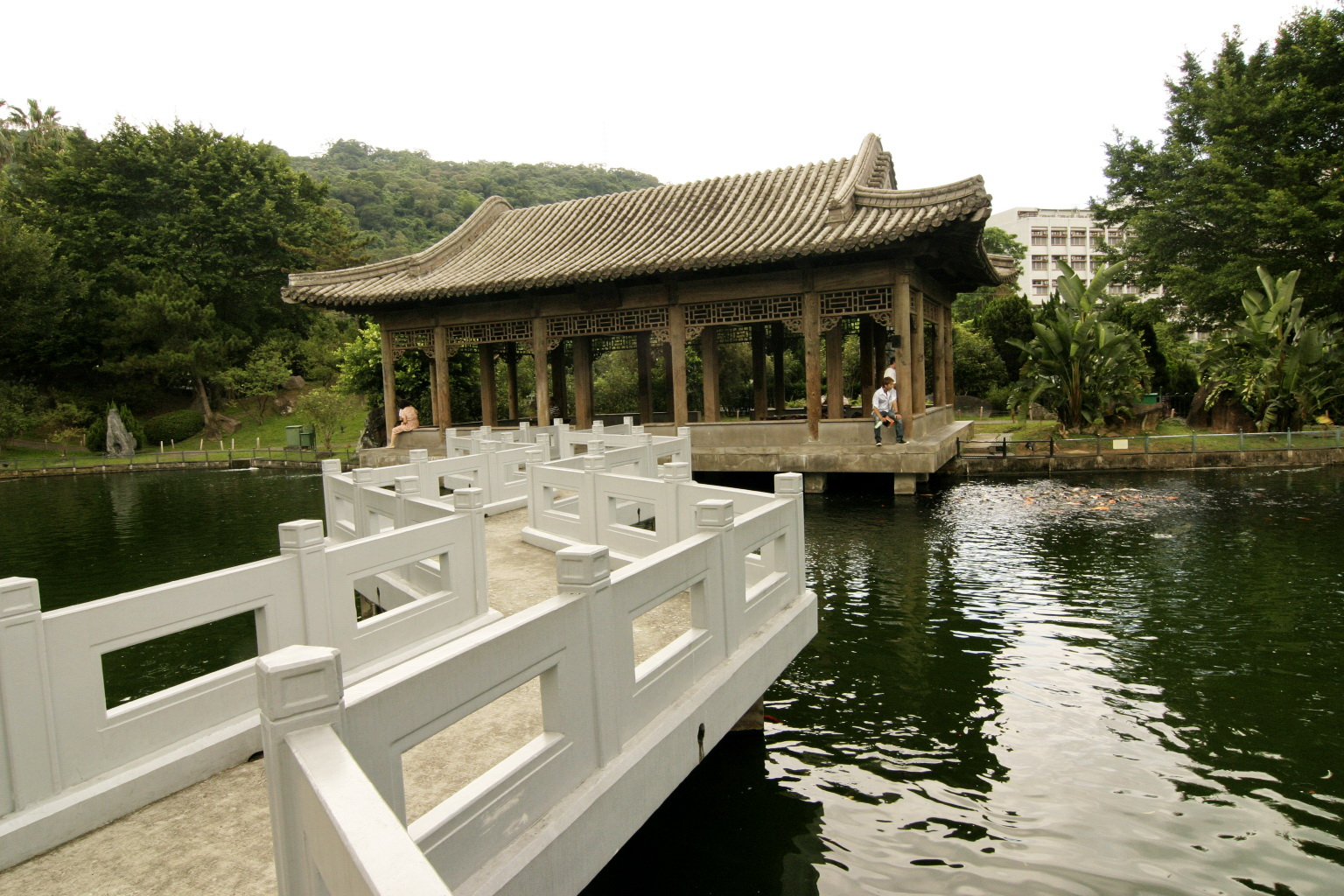
حديقة جيشان
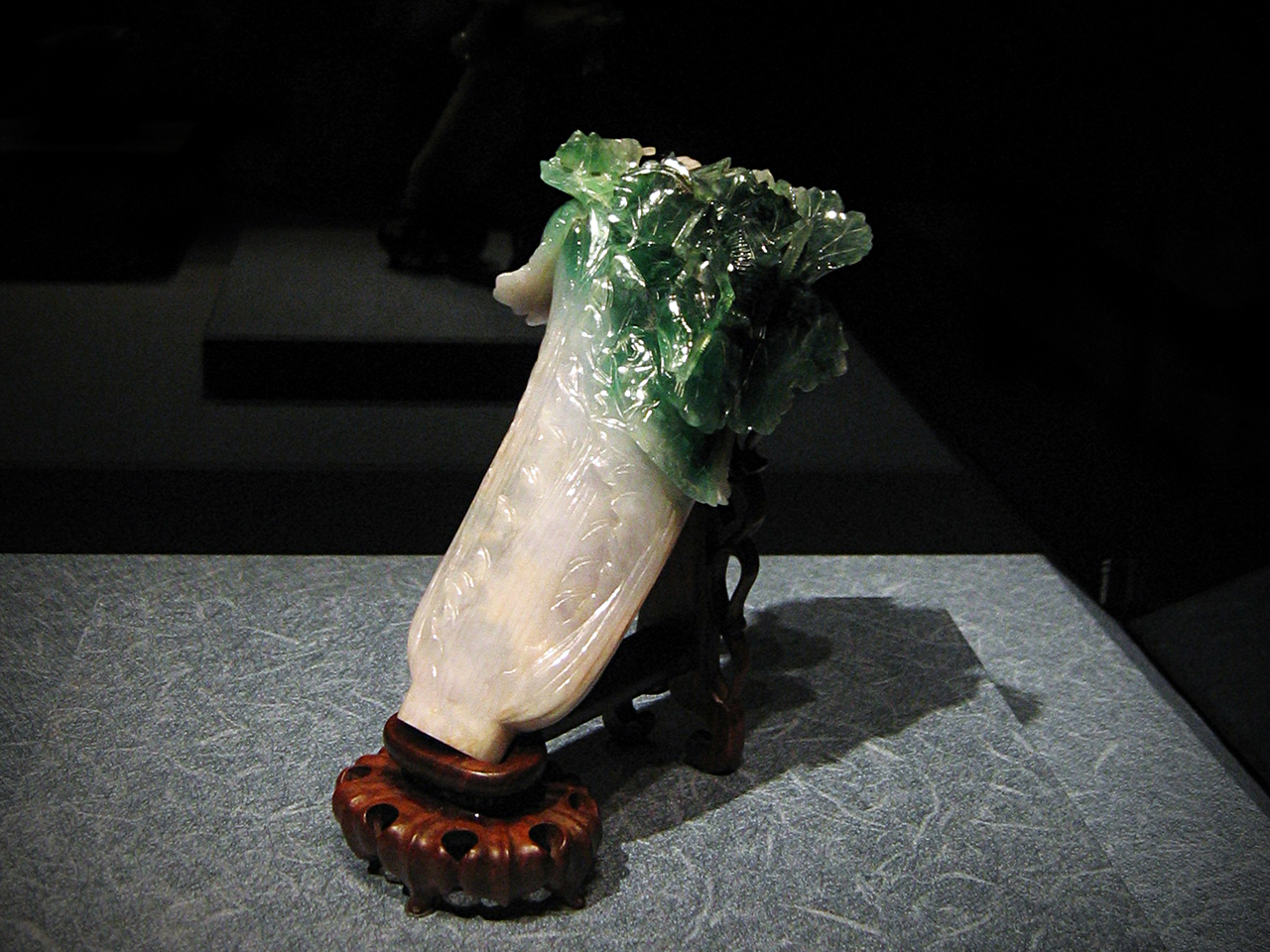
ملفوفة الجاديت
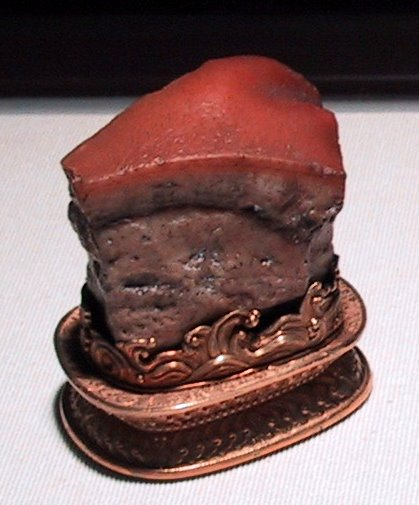
حجر على شكل لحم
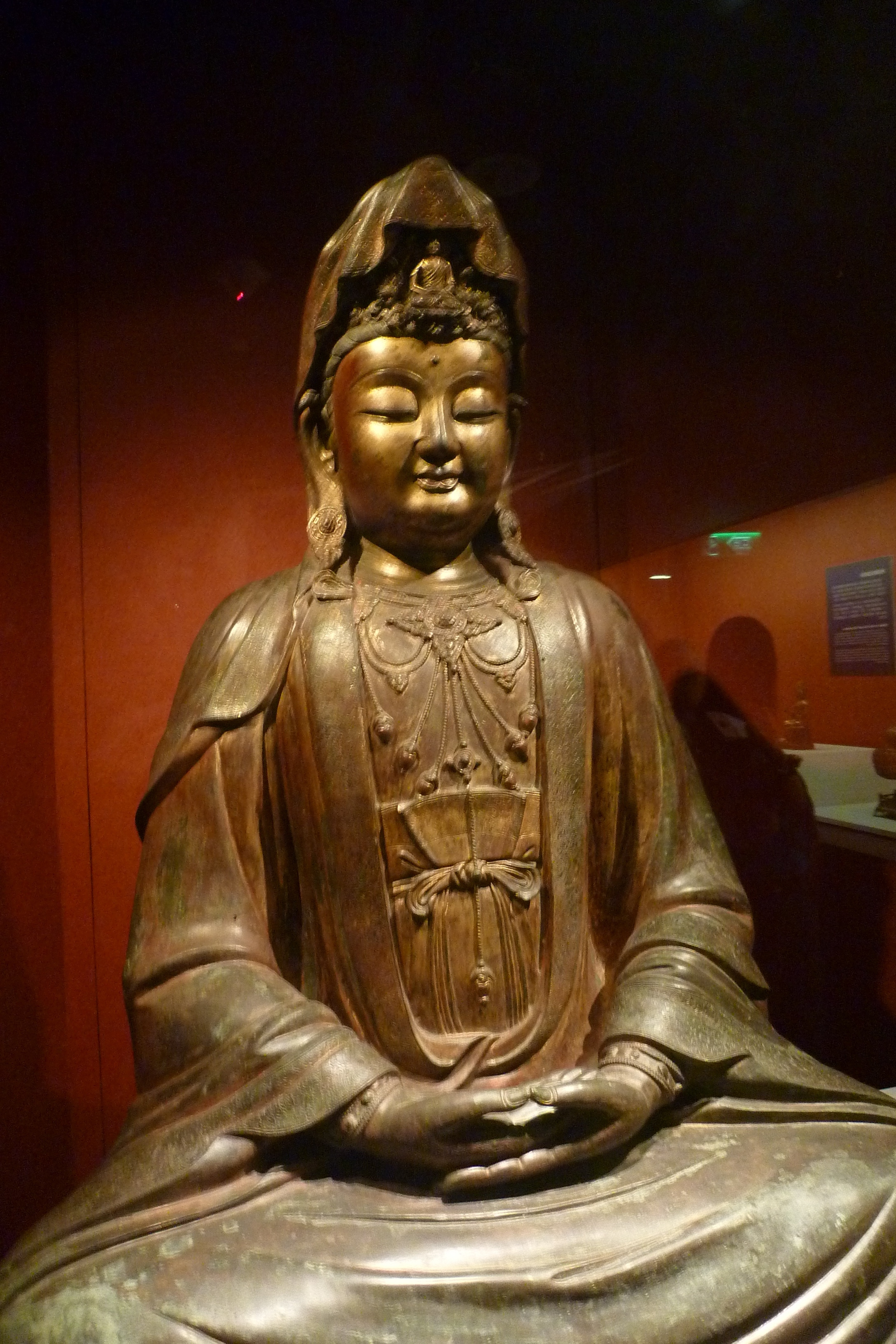
تمثال لغوانيين أحد آلهة البوذية من عهد أسرة مينغ

## وصلات خارجية
- متحف القصر الوطني في تايبيه (بالعربية)
- متحف القصر الوطني في تايبيه (بالصينية)